# Glyclopyramide
Glyclopyramide (INN, được bán trên thị trường với tên thương mại Deamelin-S) là một loại thuốc sulfonylurea được sử dụng trong điều trị bệnh tiểu đường. Nó đã được bán trên thị trường Nhật Bản từ năm 1965.
Nó được phân loại là thế hệ thứ hai.